# Colostethus lynchi
Colostethus lynchi es una especie de anfibio anuro de la familia Dendrobatidae.

## Distribución geográfica
Esta especie es endémica del departamento de Antioquia en Colombia. Habita en Apartadó a una altura de 30 m.

## Descripción
El holotipo femenino mide 28 mm.

## Etimología
Esta especie lleva el nombre en honor a John Douglas Lynch.

## Publicación original
- Grant, 1998 : Una nueva especie de Colostethus del grupo Edwardsi de Colombia. Revista de la Academia Colombiana de Ciencias Exactas, Físicas y Naturales, vol. 22, n.º 84, p. 423-428[5]